# قابلية اللحام

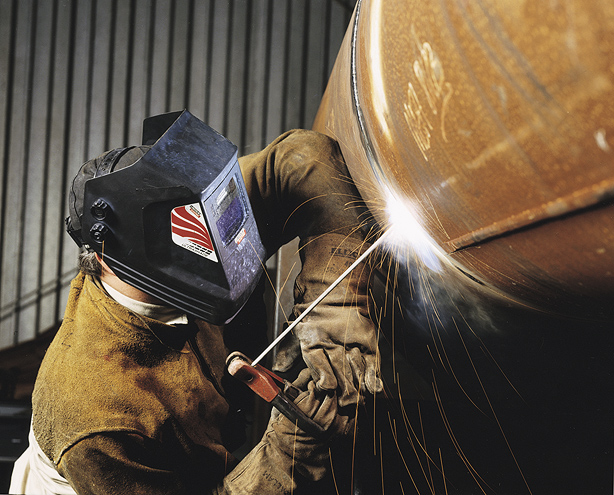

قابلية اللحام هي قدرة المعدن على أن يتم لحامه في هيكل معين ذو خصائص معينة بحيث يؤدي الوظيفة المراد منها عملية اللحام.
توجد عوامل كثيرة جدا تتدخل لتحديد قابلية المعدن للحام ومنها:
1. تركيب المادة: مثل الشوائب والهيكل الحبيبي والمحتوى السبائكي.
2. الخواص الميكانيكية والفيزيائية للمادة: مقاومة الشد والمطيلية.
3. طريقة إعداد سطح المادة.
4. عملية اللحام: درجة الحرارة المتولدة وتوزيعها خلال المعدن وسرعة اللحام ومعدل التبريد

## قابلية اللحام لبعض المعادن
1. الصلب الكربوني: كلما زادت نسبة الكربون قلّت قابلية المعدن للحام.
2. الصلب غير القابل للصدأ: جيدة جدا.
3. سبائك الألومنيوم: جيدة جدا عند معدل انتقال الحرارة المرتفع.
4. سبائك المغنيسيوم: جيدة جدا بالاستخدام المناسب للغاز الخامل والمادة المساعدة على الانصهار.

## الخصائص المعدنية للمعادن
فيما يلي نتناول الخصائص المعدنية لبعض المعادن المستخدمة في عمليات اللحام المختلفة.

### الصلب
تتوقف قابلية الصلب للحام بصفة رئيسية علي نسبة ما يحتويه من الكربون والمنجنيز والسليكون. وعند لحام صلب المنشآت بالصهر يجب ألا تزيد نسبة الكربون فيه عن 0.22 %، وإلا أصبحت منطقة اللحام عرضة للتصلد وتكون النتيجة حدوث شروخ في المنطقة الملحومة ويعمل السليكون علي تقليل قابلية الصلب للحام، في حين يزيد المنجنيز من هذه القابلية، أما الفسفور والكبريت والنيتروجين، فيؤدي وجودهما بنسب أكثر من اللازم إلي فساد قابليته للحام لأنها تجعل الصلب قصيفا وبالتالي تتكون الشروخ. ويوضح الجدول التالي قابلية الصلب للحام حسب نسب المواد السابق ذكرها فيه:
| مجموع نسبة المنجنيز والسليكون والكروم والنيكل في الصلب % | نسبة الكربون في الصلب | قابلية الصلب للحام |
| -------------------------------------------------------- | --------------------- | ------------------ |
| أقل من 1                                                 | أقل من 0.25           | جيدة               |
| أقل من 1                                                 | 0.25:0.35             | مقبولة             |
| أقل من 1                                                 | 0.35:0.45             | محدودة             |
| أقل من 1                                                 | أكثر من 0.45          | رديئة              |
| من 1 إلي 3                                               | أقل من 0.25           | جيدة               |
| من 1 إلي 3                                               | 0.2:0.3               | مقبولة             |
| من 1 إلي 3                                               | 0.3:0.4               | محدودة             |
| من 1 إلي 3                                               | أكثر من 0.4           | رديئة              |
| أكثر من 3                                                | أقل من 0.18           | جيدة               |
| أكثر من 3                                                | 0.18:0.28             | مقبولة             |
| أكثر من 3                                                | 0.28:0.38             | محدودة             |
| أكثر من 3                                                | أكثر من 0.38          | رديئة              |

### الحديد الزهر
لا يتم لحام الحديد الزهر إلا في حالات الإصلاح فقط، ويؤدي هذا اللحام بالكهرباء، إما بدون التسخين السابق للشغلة أو بالتسخين اللاحق لها، كما قد يجري اللحام بالغاز وفي هذه الحالة توضع الشغلة بأكملها في فرن تسخين إلي درجة الإحمرار القاتم، أما في حالة اللحام بالتسخين الموضعي لا يجري التسخين السابق إلا للمنطقة التي سوف يتم اللحام فيها فقط، لا تكون الوصلة خالية من الشروخ إلا إذا كانت ذات شكل متناسق وتترك الشغلة بعد اللحام كي تبرد ببطء. ويراعي أن يكون معدن الحشو المستخدم محتويا علي نسبة كبيرة من الكربون والسليكون، بحيث يصبح مشابها في تركيبه للحديد الزهر.

## المعادن غير الحديدية
جميعها قابل للحام، ومن أهمها النحاس والنحاس الأصفر والبرونز والرصاص والزنك والنيكل وسبائك النيكل والفضة والألومنيوم والمنجنيز، وتوجد مواصفات خاصة للحام هذه المعادن بالغاز (اللحام الذاتي) أو بالقوس الكهربائي، ويوضح الجدول التالي أنواع هذه المعادن المختلفة ودرجة انصهارها:
| المعدن        | درجة حرارة الإنصهار م° |
| ------------- | ---------------------- |
| النحاس        | 1083                   |
| الألومنيوم    | 658                    |
| الزنك         | 419                    |
| الرصاص        | 327                    |
| القصدير       | 232                    |
| النحاس الأصفر | حوالي 900–970          |